# استان مندیا
استان مندیا (انگلیسی: Eñaut Mendia؛ زادهٔ ۲۵ ژوئن ۱۹۹۹) بازیکن فوتبال اهل اسپانیا است.
از باشگاه‌هایی که در آن بازی کرده‌است می‌توان به باشگاه فوتبال ایبار اشاره کرد.